# The Weight
«The Weight» es una canción escrita por el músico canadiense Robbie Robertson publicada en el primer álbum de estudio de The Band, Music from Big Pink, en 1968. 
"The Weight" es uno de los temas más populares de la contracultura de finales de los años 60, así como una de las canciones más versionadas del grupo. A pesar de su popularidad, "The Weight" no obtuvo gran éxito en las listas de éxitos, alcanzando solamente el puesto 63 en las listas de sencillos de Billboard. En el Reino Unido, llegó hasta el puesto 21, mientras que en Canadá haría lo mismo en el 35. En años posteriores, diferentes versiones superarían la popularidad del tema original en las listas de sencillos:
- En 1968, la versión de Jackie DeShannon alcanzó el puesto 55 en Estados Unidos y el 35 en Canadá.
- En 1969, la versión de Diana Ross & The Supremes y de The Temptations se alzó hasta la posición 46 en Estados Unidos y la 36 en Canadá.
- Nuevamente en 1969, la versión de Aretha Franklin superó a las anteriores versiones y alcanzó la posición 19 en Estados Unidos y el puesto 12 en Canadá.

A pesar de la escasa relevancia del tema de The Band en las listas de éxitos, "The Weight" figura en el puesto 41 de la lista de las 500 mejores canciones de todos los tiempos elaborada por la revista musical Rolling Stone.

## Historia
"The Weight" bebe de la influencia de la música folk, haciendo uso de un viajero que llega a Nazareth, en la región de Lehigh Valley, en Pensilvania. Una vez ahí, encuentra a varios residentes de la ciudad, sirviendo la canción como relato de esos encuentros. (Años más tarde, el grupo Nazareth tomaría el nombre de esta canción).
Entre los residentes figuran un hombre que rehúsa dirigir al viajero a un hotel, Carmen y el Diablo caminando de un lado a otro, "Crazy Chester", que ofrece al viajero una cama a cambio de que acepte a su perro, y Luke, que ha salido a esperar el Apocalipsis, abandonando así a su joven novia. 
En la autobiografía de Levon Helm, This Wheel's on Fire, Helm explica que las personas mencionadas en la canción están basadas en personajes verdaderos que los miembros de The Band llegaron a conocer. En este sentido, la "Miss Anna Lee" mencionada en la letra de la canción es una amiga de Helm, llamada Anna Lee Amsden.
Según Robbie Robertson, "The Weight" fue de algún modo inspirado en las películas de Luis Buñuel, de las que Robertson dijo: 

"Hizo muchas películas sobre la imposibilidad de la santidad, gente intentando hacer el bien en Viridiana y Nazarín, y es imposible hacer el bien. En "The Weight" es lo mismo. Alguien dice: "Escucha, ¿puedes hacerme este favor? Cuando llegues ahí podrías saludar a alguien o coger una cosa para mí". "Oh, vas a Nazareth, hazme un favor cuando llegues ahí". De modo que el tío va, y una cosa lleva a la otra, y es como: "Mierda, ¿en qué se ha convertido esto? He venido aquí sólo para saludar a alguien y estoy en esta increíble situación." Fue muy 'buñuelesco'".

## Uso comercial
"The Weight" ha sido usada como sintonía en numerosas películas y programas de televisión como Hope Floats; Igby Goes Down, The Big Chill; Easy Rider; Girl, Interrupted; Patch Adams; 1408 , Starsky & Hutch y "Dawn of the Planet of the Apes ("El amanecer del planeta de los simios") (2014). En televisión ha sido utilizado en Los Soprano y en Mi nombre es Earl. Ha sido utilizado también en anuncios de Diet Coke y Cingular/AT&T Wireless, una compañía de telecomunicaciones estadounidense.
La canción fue incluida en la banda sonora de la película mítica Easy Rider, interpretada por el grupo Smith. Es, asimismo, una de las tres canciones de The Band usadas en el documental Festival Express.
Como uno de los temas más conocidos del grupo, figura en la película de su concierto de despedida The Last Waltz, donde la interpretan en una toma de estudio posterior al concierto con la colaboración de Mavis y Pops Staples, consiguiendo quizás la mejor versión realizada de la canción. También aparece en los videos The Band is Back y The Band Live at the New Orleans Jazz Festival.

## Versiones
"The Weight" ha alcanzado el estatus de clásico, siendo interpretado por una larga lista de músicos y grupos, entre los que se encuentran Bruce Springsteen, North Mississippi Allstars, moe., Cross Canadian Ragweed, Stoney LaRue, Aaron Pritchett, The Staple Singers, Travis, Grateful Dead, The New Riders of the Purple Sage, O.A.R., Edwin McCain, Spooky Tooth, Hanson, Bleu Edmondson, Old Crow Medicine Show, Mumford & Sons, Panic! at the Disco, Aretha Franklin, Joan Osborne, John Denver, Charly García, Cassandra Wilson, Shannon Curfman, Al Kooper, Mike Bloomfield, Deana Carter y Dionne Warwick, Weezer, y una versión del exguitarrista de Led Zeppelin Jimmy Page,  junto a Jack White y The Edge para la película "It Might Get Loud" . Otras notables versiones corren a cargo de Lee Ann Womack, Smith, Diana Ross & the Supremes, The Temptations, The Allman Brothers Band, The Derek Trucks Band, The Marshall Tucker Band, Jimmy Barnes, The Badloves, Aaron Pritchett y Joe Cocker.

## Personal
- Levon Helm: batería y voz
- Rick Danko: bajo, coros y voz principal en la cuarta estrofa
- Garth Hudson: piano
- Richard Manuel: coros
- Robbie Robertson: guitarra acústica